# Torneo Nacional de Boxeo Playa Girón 1999
Das Torneo Nacional de Boxeo Playa Girón 1999 wurde vom 21. bis zum 31. Januar 1999 in Sancti Spíritus ausgetragen und war die 38. Austragung der nationalen kubanischen Meisterschaften im Amateurboxen.

## Medaillengewinner
Die Meistertitel wurden in zwölf Gewichtsklassen vergeben.
| Gewichtsklasse                  | Gold              | Silber                | Bronze               |
| ------------------------------- | ----------------- | --------------------- | -------------------- |
| Halbfliegengewicht (bis 48 kg)  | Maikro Romero     | Yan Barthelemí        | Marcel Perdomo       |
| Halbfliegengewicht (bis 48 kg)  | Maikro Romero     | Yan Barthelemí        | Andry Laffita        |
| Fliegengewicht (bis 51 kg)      | Manuel Mantilla   | Osvaldo Liranza       | Alexandre Jiménez    |
| Fliegengewicht (bis 51 kg)      | Manuel Mantilla   | Osvaldo Liranza       | Leovaldo Miranda     |
| Bantamgewicht (bis 54 kg)       | Waldemar Font     | Yosvany Aguilera      | Guillermo Rigondeaux |
| Bantamgewicht (bis 54 kg)       | Waldemar Font     | Yosvany Aguilera      | Puro Pairol          |
| Federgewicht (bis 57 kg)        | Enrique Carrión   | Pavel Pérez Mirabal   | Armando Bouza        |
| Federgewicht (bis 57 kg)        | Enrique Carrión   | Pavel Pérez Mirabal   | Eduardo Aces         |
| Leichtgewicht (bis 60 kg)       | Mario Kindelán    | Jorge García          | Estenio Gutiérrez    |
| Leichtgewicht (bis 60 kg)       | Mario Kindelán    | Jorge García          | Rudinelson Hardy     |
| Halbweltergewicht (bis 63,5 kg) | Diógenes Luna     | Erlys Mayan           | Wisney Aldazabal     |
| Halbweltergewicht (bis 63,5 kg) | Diógenes Luna     | Erlys Mayan           | Eduardo Inerarity    |
| Weltergewicht (bis 67 kg)       | Lorenzo Aragón    | Roberto Guerra        | Carlos Onate         |
| Weltergewicht (bis 67 kg)       | Lorenzo Aragón    | Roberto Guerra        | Aldo Moreno          |
| Halbmittelgewicht (bis 71 kg)   | Anibal Rodríguez  | Juan Hernández Sierra | Julian Conte         |
| Halbmittelgewicht (bis 71 kg)   | Anibal Rodríguez  | Juan Hernández Sierra | Carlos Romero        |
| Mittelgewicht (bis 75 kg)       | Jorge Gutiérrez   | Alexis Moreau         | Ivan Linch           |
| Mittelgewicht (bis 75 kg)       | Jorge Gutiérrez   | Alexis Moreau         | Idael Fernández      |
| Halbschwergewicht (bis 81 kg)   | Yohanson Martínez | Amaury Campanioni     | Idelfonso Castillo   |
| Halbschwergewicht (bis 81 kg)   | Yohanson Martínez | Amaury Campanioni     | Yurkis Sterling      |
| Schwergewicht (bis 91 kg)       | Odlanier Solís    | Félix Savón           | Noel Pérez           |
| Schwergewicht (bis 91 kg)       | Odlanier Solís    | Félix Savón           | Freddy Rojas         |
| Superschwergewicht (über 91 kg) | Alexis Rubalcaba  | Leonardo Enrich       | Pedro Carrión        |
| Superschwergewicht (über 91 kg) | Alexis Rubalcaba  | Leonardo Enrich       | Armando Campuzano    |